# Fun Factory (TV-program)
Fun Factory var ett mycket populärt barnprogram på den brittiska TV-kanalen Sky Channel under perioden 1985-1989. Programmen visades på lördagmorgnar och repriserades dagen därpå. Programmet leddes av Andy Sheldon och till sin hjälp hade han en säl vid namn Snoot samt en krokodil vid namn Crocker. Flera tecknade serier visades bland de mer kända Inspector Gadget, He-Man and the Masters of the Universe och The Transformers.